# Eva's Dagboek
Eva's Dagboek (Eve's Diary) is een komisch kort verhaal van Mark Twain.
Het werd in 1905 gepubliceerd in de Kerstmiseditie van Harper's Bazaar en in juni van het volgende jaar als boek door Harper and Brothers.
Het werd geschreven als een dagboek, bijgehouden door de eerste vrouw, Eva.
Eva schrijft over haar geboorte, haar leven en haar dood. Zij is steeds verwonderd over de schepping, zij ontmoet Adam en gaat op onderzoek uit in Eden. Het verhaal springt dan veertig jaar verder in de tijd, tot na de zondeval en de uitdrijving uit de Tuin van Eden.
Eva's Dagboek werd waarschijnlijk geschreven als een postume liefdesbrief aan Twains echtgenote Olivia Langdon Clemens, die in juni 1904 overleed, vlak voordat het verhaal werd geschreven. Twain zou hebben gezegd: "Eva's Dagboek is klaar – Ik heb gewacht tot zij zou spreken, maar zij zegt niets meer." Het verhaal eindigt wanneer Adam aan Eva's graf zit en zegt: "Daar waar zij was, daar was Eden."
Het verhaal is onderdeel van de Dagboeken uit de Tuin van Eden, waaronder 'Extracts from Adam's Diary', 'That Day in Eden', 'Eve Speaks', 'Adam's Soliloquy' en 'Autobiography of Eve'.